# コラボレーション (ジョージ・ベンソン&アール・クルーのアルバム)
『コラボレーション』（Collaboration）は、アメリカ合衆国のジャズ・ギタリスト、ジョージ・ベンソンとアール・クルーが連名で1987年に発表したスタジオ・アルバム。クルーはリーダー・デビュー前の1971年、ベンソンのアルバム『ホワイト・ラビット』の録音に参加し、1973年にはベンソンのグループで活動していたことがあった。

## 反響・評価
アメリカでは総合アルバム・チャートのBillboard 200で59位に達し、『ビルボード』のコンテンポラリー・ジャズ・アルバム・チャートでは1位を獲得して、R&Bアルバム・チャートでは28位を記録した。1988年2月には、RIAAによりゴールドディスクの認定を受けた。全英アルバムチャートでは6週トップ100入りし、最高47位を記録した。
第30回グラミー賞では、最優秀ジャズ/フュージョン・パフォーマンス賞（ボーカルまたはインストゥルメンタル）賞にノミネートされた。リチャード・S・ギネルはオールミュージックにおいて5点満点中3点を付け「クルーのサウンドは、ティーンエイジャーだった頃にCTIでベンソンと共演した時よりも、ずっと成熟しており快活である」「1987年当時は、よりエネルギッシュなセッションを期待していた多くのギター・ファンを失望させたが、本作の音楽的価値は、時を経るにつれて高く評価されるようになった」と評している。

## 収録曲
8.はCDボーナス・トラック。
1. マウント・エアリー・ロード - "Mt. Airy Road" (Marcus Miller) - 7:52
2. ミモザ - "Mimosa" (George Benson) - 6:54
3. ブラジリアン・ストンプ - "Brazilian Stomp" (Earl Klugh) - 5:37
4. ドリーミン - "Dreamin'" (M. Miller) - 5:49
5. シンス・ユーアー・ゴーン - "Since You're Gone" (E. Klugh) - 5:48
6. コラボレーション - "Collaboration" (Harvey Mason, Randy Goodrum) - 6:17
7. ジャマイカ - "Jamaica" (R. Goodrum) - 5:42
8. ロミオとジュリエット - "Love Theme from "Romeo & Juliet"" (Nino Rota) - 5:48

## 参加ミュージシャン
- ジョージ・ベンソン - エレクトリック・ギター、スキャット
- アール・クルー - ナイロン弦ギター
- ポール・ジャクソン・ジュニア - リズムギター
- グレッグ・フィリンゲインズ - キーボード、シンセサイザー
- マーカス・ミラー - ベース(on #1 - #7)
- チャック・ドマニコ - ダブル・ベース(on #8)
- ハーヴィー・メイソン - ドラムス(on #1 - #7)
- ヴィニー・カリウタ - ドラムス(on #8)
- パウリーニョ・ダ・コスタ - パーカッション
- マーティ・ペイチ - ストリングス・アレンジ(on #1)
- ラリー・ウィリアムズ - シンセサイザー・プログラミング(on #2, #3, #5, #6, #7)、ホーン・アレンジ(on #2)
- ジェームズ・ニュートン・ハワード - シンセサイザー・ストリングス・アレンジ(on #5, #7, #8)、シンセサイザー・プログラミング(on #5)
- ランディ・グッドラム - リズム・トラック・アレンジ(on #7)
- レット・ローレンス - キーボード・プログラミング
- ジェイソン・マイルス - シンセサイザー・プログラミング(on #1, #4)
- ジミー・ブラロウワー - ドラム・プログラミング(on #7)